# Seis días de Breslau
Los Seis días de Breslau era una carrera de ciclismo en pista, de la modalidad de seis días, que se disputaba en Breslavia, cuando esta ciudad pertenecía a Alemania. Su primera edición data del 1921 y duró hasta 1931.

## Palmarés
| Año       | Ganadores                         | Segundos                           | Terceros                             |
| --------- | --------------------------------- | ---------------------------------- | ------------------------------------ |
| 1921      | Willy Lorenz Eugen Stabe          | Karl Saldow Willy Techmer          | Hermann Packebusch Arthur Stellbrink |
| 1922-1923 | ediciones no realizadas           | ediciones no realizadas            | ediciones no realizadas              |
| 1924      | Willy Lorenz Franz Krupkat        | Giuseppe Oliveri Alessandro Tonani | Richard Golle Eugen Stabe            |
| 1925      | edición no realizada              | edición no realizada               | edición no realizada                 |
| 1926      | Ernst Feja Piet van Kempen        | Aloïs Persyn Jules Verschelden     | Fritz Knappe Willy Rieger            |
| 1927      | Charles Lacquehay Georges Wambst  | Paul Kroll Werner Miethe           | Fritz Bauer Oskar Tietz              |
| 1928      | Costante Girardengo Willy Rieger  | Charles Lacquehay Georges Wambst   | Lothar Ehmer Georg Kroschel          |
| 1929      | Emil Richli Willy Rieger          | Lothar Ehmer Georg Kroschel        | Fritz Knappe Werner Miethe           |
| 1930      | Paul Buschenhagen Piet van Kempen | Erich Junge Jan Pijnenburg         | Karl Goebel Willy Rieger             |
| 1931      | Willy Rieger Piet van Kempen      | Adolf Schoen Jan Pijnenburg        | Fritz Preuss Paul Resiger            |